# Gran Premi d'Espanya del 1978
Resultats del Gran Premi d'Espanya de Fórmula 1 de la temporada 1978 disputat al circuit del Jarama el 4 de juny del 1978.

## Classificació
| Pos | No | Pilot                 | Equip                | Voltes | Temps/ Retirada     | Pos. de sortida | Punts |
| --- | -- | --------------------- | -------------------- | ------ | ------------------- | --------------- | ----- |
| 1   | 5  | Mario Andretti        | Lotus - Ford         | 75     | 1h 41' 47. 06       | 1               | 9     |
| 2   | 6  | Ronnie Peterson       | Lotus - Ford         | 75     | + 19.56 s           | 2               | 6     |
| 3   | 26 | Jacques Laffite       | Ligier - Matra       | 75     | + 37.24 s           | 10              | 4     |
| 4   | 20 | Jody Scheckter        | Wolf - Ford          | 75     | + 1' 00.06 min.     | 9               | 3     |
| 5   | 2  | John Watson           | Brabham - Alfa Romeo | 75     | + 1' 05.93 min.     | 7               | 2     |
| 6   | 7  | James Hunt            | McLaren - Ford       | 74     | + 1 Volta           | 4               | 1     |
| 7   | 19 | Vittorio Brambilla    | Surtees - Ford       | 74     | + 1 Volta           | 16              |       |
| 8   | 27 | Alan Jones            | Williams - Ford      | 74     | + 1 Volta           | 18              |       |
| 9   | 9  | Jochen Mass           | ATS - Ford           | 74     | + 1 Volta           | 17              |       |
| 10  | 12 | Gilles Villeneuve     | Ferrari              | 74     | + 1 Volta           | 5               |       |
| 11  | 18 | Rupert Keegan         | Surtees - Ford       | 73     | + 2 Voltes          | 23              |       |
| 12  | 3  | Didier Pironi         | Tyrrell - Ford       | 71     | + 4 Voltes          | 13              |       |
| 13  | 15 | Jean-Pierre Jabouille | Renault              | 71     | + 4 Voltes          | 11              |       |
| 14  | 36 | Rolf Stommelen        | Arrows - Ford        | 71     | + 4 Voltes          | 19              |       |
| 15  | 17 | Clay Regazzoni        | Shadow - Ford        | 67     | Tub. de combustible | 22              |       |
| Ret | 22 | Jacky Ickx            | Ensign - Ford        | 64     | Motor               | 21              |       |
| Ret | 14 | Emerson Fittipaldi    | Fittipaldi - Ford    | 62     | Accelerador         | 15              |       |
| Ret | 11 | Carlos Reutemann      | Ferrari              | 57     | Accident            | 3               |       |
| Ret | 1  | Niki Lauda            | Brabham - Alfa Romeo | 56     | Motor               | 6               |       |
| Ret | 4  | Patrick Depailler     | Tyrrell - Ford       | 51     | Motor               | 12              |       |
| Ret | 16 | Hans Joachim Stuck    | Shadow - Ford        | 45     | Suspensions         | 24              |       |
| Ret | 35 | Riccardo Patrese      | Arrows - Ford        | 21     | Motor               | 8               |       |
| Ret | 25 | Hector Rebaque        | Lotus - Ford         | 21     | Probl. físics       | 20              |       |
| Ret | 8  | Patrick Tambay        | McLaren - Ford       | 16     | Virolla             | 14              |       |
| NVQ | 37 | Arturo Merzario       | Merzario - Ford      |        |                     |                 |       |
| NVQ | 30 | Brett Lunger          | McLaren - Ford       |        |                     |                 |       |
| NVQ | 28 | Emilio de Villota     | McLaren - Ford       |        |                     |                 |       |
| NVQ | 10 | Alberto Colombo       | ATS - Ford           |        |                     |                 |       |
| NVQ | 32 | Keke Rosberg          | Theodore - Ford      |        |                     |                 |       |

## Altres
- Pole: Mario Andretti 1' 16. 39

- Volta ràpida: Mario Andretti 1' 20. 06 (a la volta 5)